# Elatostema acuminatum
Elatostema acuminatum là loài thực vật có hoa trong họ Tầm ma. Loài này được (Poir.) Brongn. mô tả khoa học đầu tiên năm 1834.